# 扎噶尔道尔吉
扎噶尔道尔吉（1884年—1944年）又名扎噶尔扎布，人称扎噶尔、扎王，蒙古族，第十二代巴林右翼旗扎薩克多羅郡王，成吉思汗第31世孫。
清光緒十年（1884年）生於巴林右旗要勒圖廟，是第十一代巴林扎薩克多羅郡王额尔和木白音的獨生子。光緒二十一年（1895年），襲巴林右旗扎薩克多羅郡王爵位。光緒二十七年十二月（1902年），獲清廷赏乾清門行走。民國成立後，赴京覲見袁世凱，擁護民國，加封親王。滿洲國成立後，先後任昭烏達盟盟長、興安西省省長、興安局總裁、參議府副議長等職。

## 生平

### 继承王位
清光绪十年（1884年），扎噶尔道尔吉生于巴林右旗要勒图庙，是第十二代巴林右旗扎萨克多罗郡王额尔和木白音的独生子。扎噶尔道尔吉自幼在沙布尔台王府笔帖式学堂（私塾）学习，拜管旗章京巴拉珠尔为师，学习蒙古文、汉文、满文。光绪二十一年（1895年），承袭巴林右旗扎萨克多罗郡王爵位。光绪二十七年十二月（1902年），获清廷赐乾清门行走。光绪二十八年（1902年），昭乌达盟盟长阿鲁科尔沁旗王爷以扎噶尔道尔吉袭爵未向昭乌达盟履行手续为由，进行罚款。管旗章京巴拉珠尔接受罚款，但协理由木沁不同意，乃派乌勒黑充阿赴北京理藩院告状，迫使阿鲁科尔沁旗王爷道歉。
光绪三十年（1904年），肃亲王善耆自北京到东蒙视察，在巴林右旗见到扎噶尔道尔吉，回京后上奏赞扬。同年十二月，慈禧太后将扎噶尔道尔吉召到北京，单独觐见，后赐其御前行走，并将娘家侄女赐婚给扎噶尔道尔吉为福晋。

### 放垦旗地
光绪三十一年十二月（1906年），光绪帝奉慈禧太后的懿旨，在乾清宫召见了扎噶尔道尔吉等二人，赏赐扎噶尔道尔吉双眼花翎。同年，在清廷授意下，扎噶尔道尔吉将巴林右旗西部的乌力雅苏台川牧场报效请求放垦。光绪三十二年（1906年），清廷派肃亲王善耆、理藩院左丞姚锡光等赴巴林右旗调查，并筹备移民垦荒。光绪三十三年（1907年），热河都统廷杰在乌力雅苏台川的苏布敦庙设巴林垦务局，派知县王顺存任垦务总办。同年五月，李锬接任巴林垦务局总办，开始勘测丈量，后继续放垦川图坤兑、玻力坤兑等地。
光绪三十四年五月（1908年），张文灝来到此地接任巴林垦务局总办，设林西县（后该县从巴林右旗划出）。世代住在该地的巴林右旗及克什克腾旗牧民对放垦十分不满，克什克腾旗章京乐山以巴林右旗历年征地租为由，坚决不肯搬走，并向热河都统提出控告。放垦致使牧民失去牧场，被迫迁移到巴林右旗中部，且由于水土流失，大片牧场沦为沙丘。

### 日俄战争
1904年日俄战争爆发后，日本驻华使馆派出两名“别动队员”（分别名为“冲”、“横川”），化装成喇嘛，准备炸毁东清铁路嫩江大桥。他们自北京经古北口、茅金坝到达喀喇沁右旗王府，找到两位同伴伊藤、吉原。喀喇沁右旗王爷贡桑诺尔布安排他们住在王府的圆会寺（俗称“西大庙”）内，后派亲信辛占柱护送他们到巴林右旗大板。扎噶尔道尔吉派赵化民作为向导，将其送往哈尔滨，途中遭俄国驻东清铁路警备队发现，这些日本人当即遭逮捕枪决。
此后，日本驻华使馆派出数名特务，经喀喇沁右旗，带喀喇沁右旗王爷贡桑诺尔布致扎噶尔道尔吉的信来到大板。扎噶尔道尔吉派大板街的赵化民作为向导，带领这些日本特务经乌珠穆沁草原赴海拉尔。这些日本特务化装成喇嘛，企图炸毁海拉尔铁桥，使俄军的运输瘫痪，但未能成功，便经张家口逃回北京。
日俄战争结束后，日本各类人士携带清朝颁发的护照，不断到巴林右旗考察或旅行，以游历和考古的名义刺探各方面情报，受到扎噶尔道尔吉的保护。
1910年，在日本人片谷传藏的劝说下，扎噶尔道尔吉同日本方面签订了合办「东蒙古招殖盛德公司」的合同。

### 支持民国
1912年中华民国成立后，中华民国临时大总统袁世凯派周正朝慰问昭乌达盟，以说服蒙古王公“归怀内向”。周正朝到达巴林右旗后，受到扎噶尔道尔吉的热情款待。3月1日，扎噶尔道尔吉启程赴北京觐见，到北京后表示拥护中华民国。同年10月，北京政府加封扎噶尔道尔吉为和硕亲王。
民国二年（1913年）1月，外蒙古博克多汗国三路出击进攻内蒙古，兵峰直达昭乌达盟、锡林郭勒盟。扎噶尔道尔吉反对《俄蒙协约》，谴责外蒙古的进攻，并组织武装进行自卫。北京政府因此授予其一等大绶嘉禾章，后擢升其为昭乌达盟盟长。热河都统阚朝玺还赠给其两块分别写有“东蒙锁钥”、“倚若长城”的金匾。

### 投靠日本
民国4年（1915年），扎噶尔道尔吉因为私自游历日本租借地旅顺、大连，被中华民国大总统袁世凯革去昭乌达盟盟长职务，并罚俸一年。1916年袁世凯逝世后，扎噶尔道尔吉继续任巴林右旗扎萨克，并兼任昭乌达盟保安长官。日本人在巴林右旗西部（今林西镇）设“东升泉烧锅”酒厂，在黑山头设种羊场。民国7年（1918年），日本人博益三来到大板开设“蒙古产业公司”，收购土特产，并准备收购牛羊，放苏鲁克。该商业计划因巴林右旗公爷业喜诺尔布反对而作罢。日本人还以经商为名，拉拢蒙古上层人士，大量向他们贷款，扎噶尔道尔吉、三喇嘛、鲍二爷等上层人物均向日本人借款。民国13年（1924年），扎噶尔道尔吉在北京向日本人借款三万元。民国17年（1928年），向大连的满铁借款五万元。扎噶尔道尔吉的借款以巴林右旗土地为抵押，大量土地被永租给日本人。
民国22年（1933年），侵入热河省的部分日军自通辽经开鲁、天山、林东，于3月5日抵达大板。博益三之子博守次也随军来到大板。扎噶尔道尔吉随博守次赴赤峰，会见了日军司令官田中玖，后联络卓索图盟、昭乌达盟的蒙古王公集合到赤峰，向满洲国执政溥仪发出贺电。随后，扎噶尔道尔吉被日本方面任命为巴林右旗旗长。不久，满洲国兴安西分省成立，扎噶尔道尔吉任省长。
1937年（满洲国康德4年）7月，满洲国设兴安局，扎噶尔道尔吉被调往新京任兴安局总裁，并列席国务会议。1939年（康德6年），诺门罕战役爆发，日军在沈阳组织中央军事代表团，关东军司令部拟派扎噶尔道尔吉参加同蒙古人民共和国的边界谈判，但扎噶尔道尔吉抵达沈阳后，又被命令返回新京，由其秘书萨嘎拉扎布为代表兼翻译参加谈判。
1940年（康德7年），扎噶尔道尔吉调任满洲国参议府参议，1941年（康德8年）任参议府副议长。1944年（康德11年）夏，扎噶尔道尔吉参加了关东军在新京为其举行的招待宴会，宴会后患上痢疾，很快病逝，享年60岁。
当时，传说扎噶尔道尔吉是被关东军毒死的，故巴林右旗各界对此表示关注。不久，扎噶尔道尔吉的骨灰自新京运回巴林右旗。根据其遗嘱，巴林右旗旗民自发举行了确恩普勒继承王位的仪式。

## 家庭
- 福晋：人称“索胡尔福晋”（瞎子太太），因患眼疾双目失明而得此称，是慈禧太后的娘家侄女。和扎噶尔道尔吉生有四女：
  - 长女：未嫁而病逝
  - 二女：鲍子静
    - 二女婿：仲奈，巴林右旗人，结婚时为满洲国驻大板的兴安骑兵第四团的连长

  - 三女：未嫁而病逝
  - 四女
    - 四女婿：恩和森，蒙古族电影演员，巴林左旗和子章的儿子[2]